# Урсарі
Урсарі (рум. Ursari) — село у Калараському районі Молдови. Входить до складу комуни, адміністративним центром якої є село Буда.

## Населення
За даними перепису населення 2004 року у селі проживали 285 осіб.
Національний склад населення села:
| Національність | Кількість осіб | Відсоток |
| -------------- | -------------- | -------- |
| цигани         | 233            | 81,8%    |
| молдавани      | 50             | 17,5%    |
| українці       | 2              | 0,7%     |
| Всього         | 285            | 100%     |